# Festival dell'Isola di Wight
Il Festival dell'Isola di Wight è un festival di musica rock che si tiene ogni anno sull'isola di Wight, in Gran Bretagna. Dopo le prime tre edizioni degli anni dal 1968 al 1970, il festival è rinato nel 2002.

## Storia
La prima edizione del festival si tenne il 31 agosto 1968, con un concerto dei Jefferson Airplane seguito da circa 10.000 persone. L'anno seguente il festival durò due giorni, il 30 e il 31 agosto 1969, e vide la presenza di Bob Dylan, The Band, Joe Cocker, e Who.
L'edizione più nota fu sicuramente quella del 1970, che si svolse dal 26 al 30 agosto. Seguita da 600.000 persone e documentata dal film di Murray Lerner Message to Love: The Isle of Wight Festival, l'edizione del 1970 è rimasta famosa per essere stata l'ultima grande esibizione pubblica di Jimi Hendrix prima della sua morte, ma anche quale ultima apparizione del gruppo dei Doors con Jim Morrison in Europa, nonché per la partecipazione di Who, Joni Mitchell, Miles Davis, Jethro Tull, Free, Ten Years After, Joan Baez, The Moody Blues, Donovan, Emerson, Lake & Palmer, Leonard Cohen, Taste e molti altri.
L'evento dal punto di vista economico fu però un fallimento, in quanto molti non pagarono il biglietto di entrata (3 sterline per cinque giorni di musica): gli organizzatori, che avevano già subito le critiche negative degli abitanti dell'isola, vennero messi in liquidazione e dovettero coprire un buco di 125.000 sterline, e perciò il festival non si svolse più per parecchi anni.
A partire dal 2002 il festival è stato ripreso e si tiene annualmente nel giugno di ogni anno, unito ad altri eventi minori ad esso collegati che trattano altri generi di musica e che sono tenuti in varie parti dell'isola. Il festival ha visto in questa nuova veste la presenza di molti artisti importanti, come Bryan Adams (2003), Richard Ashcroft (2019), Rick Astley (2019), David Bowie (2004), Coldplay (2006), Counting Crows (2003), Liam Gallagher e Killers (2018), Noel Gallagher (2012 e 2019), Jay-Z (2010), Paul McCartney (2010), Muse (2007), Police (2008), Red Hot Chili Peppers (2014), R.E.M. (2005), Rolling Stones (2007), Sex Pistols (2008), Bruce Springsteen (2012), Stereophonics (2004 e 2009), Suzanne Vega (2013), Amy Winehouse (2007) e Who (2004).

## Omaggi
All'isola di Wight, e al Festival del 1969 in particolare, il cantante francese Michel Delpech dedicò la canzone Wight is Wight, della quale poi il gruppo musicale italiano Dik Dik incise la versione italiana, dal titolo L'Isola di Wight. 
È citato anche nella canzone Scusa Mary di Rino Gaetano.